# Maclurodendron pubescens
Espèce
Statut de conservation UICN

 LC  : Préoccupation mineure
Maclurodendron pubescens est une espèce de plantes de la famille des Rutaceae.

## Publication originale
- Gardens' Bulletin, Singapore 35(1): 11. 1982.